# Anton Buteyko
Anton Buteykovitj Buteyko (ukrainska: Антон Денисович Бутейко), född 6 april 1947 i Staryi Tjortoryisk, Ukrainska SSR, död 10 mars 2019 i Kiev, Ukraina, var en ukrainsk diplomat. han var Ukrainas ambassadör i USA (1998–1999) och i Rumänien (2000–2003). Ledamot i Ukrainas parlament (1994–1997) och även Ukrainas förste vice utrikesminister..